# Pelochrista hepatariana
Pelochrista hepatariana es una especie de polilla perteneciente al género Pelochrista, categorizada en la tribu Eucosmini, de la subfamilia Olethreutinae.

## Distribución
Se distribuye por Hungría.

## Taxonomía
Fue descrita por Herrich-Schaffer en 1851 y publicada por primera vez en Syst. Bearbeitung Schmett. Eur. 4: 238.